# Zeaxantina

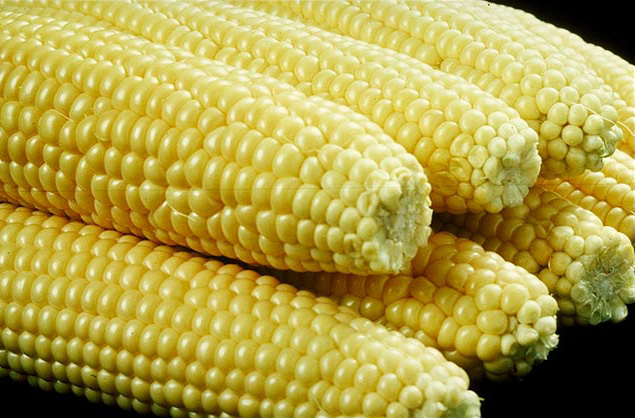
A coloração amarelada do milho se deve a presença de zeaxantina

A zeaxantina é uma substância responsável pela cor de peixes, aves, flores e alimentos.
É encontrada predominantemente nos vegetais amarelos, alaranjados, vermelhos e verdes; tais como nectarina, laranja, mamão, pêssego, brócolis, couve de bruxelas, repolho, couve-flor, ervilha, milho, rúcula, ovo,dentre outros.
A zeaxantina é resultante do metabolismo secundário de muitos vegetais pode ser agrupada no grupo dos carotenóides, que incluem também os carotenos. De fato, a zeaxantina é resultante da oxidação de carotenos. 